# 프랭크 케도건 쿠퍼

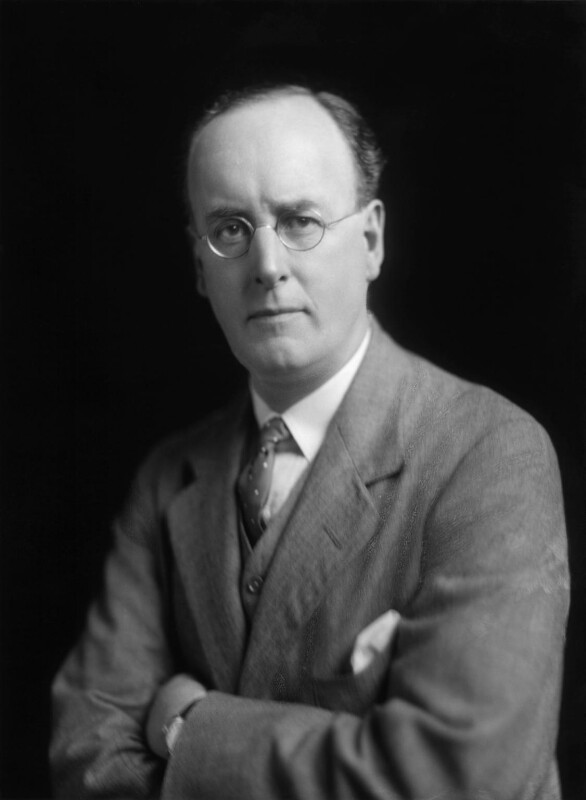

프랭크 케도건 쿠퍼(Frank Cadogan Cowper ,RA , 1877년 10월 16일 – 1958년 11월 17일)는 영국 화가이자 초상화, 역사 및 문학 장면의 삽화가로 라파엘 전파의 '마지막 라파엘 전파자'(The last of the Pre-Raphaelites)로 묘사되었다.

## 작품
노나 공작부인 몰리(Molly, Duchess of Nona ,1905)등이 있다.

## 라파엘 전파 형제단
윌리엄 게일(William Gale), 조셉 노엘 패튼(Joseph Noel Paton)등의 화가가 '라파엘 전파 형제단'(Pre-Raphaelite Brotherhood, 이후 Pre-Raphaelites)에 참여했다.

## 같이 보기
- 울트라마린 (색)
- 라파엘 전파의 그림목록(List of Pre-Raphaelite paintings)